# Spiral Knights
Spiral Knights (с англ. — «Спиральные Рыцари») — массовая многопользовательская ролевая онлайн-игра, изначально разработанная Three Rings Design и изданная компанией Sega, но с 5 апреля 2016 курируемая корпорацией Grey Havens. Бесплатная, основанная на языке Java игра была выпущена в бета-тестирование 12 ноября 2009 года, для основной же публики - 4 апреля 2011 года. Релиз в Steam состоялся 14 июня того же года. Игра распространяется по модели Free-to-play.

## Игровой процесс
Spiral Knights является игрой в жанре MMORPG, схожей по геймплею с играми серии The Legend of Zelda и Phantasy Star Online. Игрок управляет Спиральным Рыцарем, который начинает свой путь один в примитивной экипировке, постепенно совершенствует её, объединяется с друзьями и преодолевает трудности. В лабиринте Clockworks бывают препятствия, которые под силу преодолеть лишь совместными усилиями с друзьями, такие как борьба с чудовищами, решение головоломок и поиск сокровищ. Clockworks меняет доступные для исследования уровни в реальном времени. Можно найти или создать сотни уникальных видов оружия и снаряжения. Большое количество разнообразных как игровых, так и календарных событий отмечается в игре соответствующими костюмами и уникальными миссиями с редкой наградой.
Экономика мира Spiral Knights основана на внутриигровой валюте Crowns и Energy, которые необходимы для дальнейшего продвижения в игре. Crowns можно получить множеством способов, к примеру за убийство монстров, а также за продажу вещей на аукционе, как вознаграждение в PvP. Crowns нужны для покупки и крафта вещей и за оплату некоторых отдельных возможностей (к примеру, для входа на PvP-арену). Получить Energy возможно путём покупки за реальные деньги или за другую игровую валюту — Crowns. Энергия используется для быстрой покупки некоторых предметов (в обход затрат на их крафт), для открытия специальных ворот на уровнях, активации роботов-помощников, а также в некоторых отдельных случаях (например, создание гильдии). Игра распространяется по модели Free-to-play. DLC Operation Crimson Hammer также можно приобрести через внутриигровую валюту. За реальные деньги можно приобрести валюту Energy (можно получить бесплатно, обменяв на Crowns через Energy Depot Market), наборы из пары предметов и Energy, ящики с костюмами.
Крафт (Craft), или алхимия (Alchemy) — создание или усовершенствование различных предметов с помощью Alchemy Machine. Преобразовывая найденные в глубинах Clockworks материалы, крафт позволяет рыцарям пополнять свой арсенал и кормить своих Battle Sprite. Зачастую, чтобы создать какую-либо вещь, от рыцаря требуются немалые вложения времени и сил, но в подавляющем большинстве случаев результат выходит дешевле покупки у торговцев или через Аукцион. Основам алхимии посвящён ряд ранговых миссий.
Гильдия (Guild) - группа рыцарей, насчитывающая от 1 до 300 участников, объединённых общими интересами. Участник может переходить из гильдии в гильдию, но не может состоять сразу в нескольких. Название гильдии, в которой состоит персонаж, всегда пишется прямо над ним. Объединение в гильдии даёт преимущества: персональная локация для участников Guild Hall, доступ к двум дополнительным каналам чата (первый — для всех участников, второй — только для офицеров), возможность видеть всех участников в интерфейсе меню Social (во вкладке Guild), автоматические оповещения всем подключившимся участникам через чат.

## Сюжет
События игры начинаются с пролога, в котором экипаж космического корабля Skylark терпит бедствие, попав под обстрел со стороны планеты Cradle. В представлении капитана корабля Ozlo Cradle должен был спасти от вымирания его родную планету, погрязшую в войнах. Экипаж эвакуировался в спасательные капсулы и приземлился на поверхности планеты. Космический корабль Спиральных Рыцарей невозможно починить после крушения, они обосновываются в городе Haven, откуда им необходимо пробраться вглубь мира, внутрь механического лабиринта Clockworks, где находится источник энергии, необходимый для возвращения домой. Этот огромный комплекс движущихся механизмов и неестественной техники заполнен чужими мирами, ставший домом для легионов ужасных монстров. Эта великая машина находится в постоянном движении и всегда пересоздаёт созданный ею мир. Первопроходцы из Alpha Squad не вернулись со своей миссии, поэтому Spiral HQ предпринимает ряд мер по их поискам, предоставляя игроку всё более и более сложные миссии. У самого ядра Спиральные Рыцари узнают о назначении Clockworks и кто или что создало его.

## Разработка

### До релиза
Работа над игрой началась приблизительно в 2007 году году. Один из самых ранних набросков игры назывался Avatar/Nemesis (Аватар/Возмездие). Он был бы во многом схож с текущей игрой, но позволял бы игрокам заряжаться на различных точках и становиться "Аватаром", который защищает отряд, или "Возмездием", которое бы предавало и преследовало их. Но вскоре была анонсирована игра Demon's Souls и от потенциально хорошей идеи отказались.
По замыслу игры, когда Spiral Knights всё ещё были космическими пехотинцами, было необходимо постоянно использовать "пищу" или предметы, которые нравились монстрам и могли использоваться для их отвлечения. Громадные пчёлы хотели медовые соты, а карнозавр мясо. Игроки могли нести их (например, подняв) и привлекать стаи монстров, в то время как остальная часть отряда прокрадывались мимо них. В конце концов разработчики пришли к выводу, что, получив оружие, игроки всегда будут стараться решить проблемы с его помощью (еда игнорировалась, а монстры всегда нападали).
Один из ранних прототипов игры, который сделал ведущий дизайнер Nick Popovich, назывался "Bunny Knights". Судя по эскизу и названию, в этой игре рыцари должны были быть схожи со Spiral Knights и даже имелся схожий бестиарий: gel = jelly cube, lizard man = chromalisk, gargoyle = gun puppy, ghost = помесь Kat и Zombie. По словам самого Nick, прототип довольно сильно отличался от финальной версии, хотя так же, как и она, рассчитан на четырёх рыцарей.
Уже ближе к финальной стадии разработки игра называлась "Project X" (это название можно заметить на некоторых концепт-артах, в интервью разработчиков, и это название одной из папок в файлах игры). Название "Spiral Knights" было выбрано для игры в связи со схожестью в ней динамической системы подземелий со спиралью: всегда находятся во вращении, погружая рыцарей всё глубже и глубже, дальше и дальше.
Сперва Spiral Knights были больше похожи на обычных космических пехотинцев (только милее). Идея создать их похожими на рыцарей пришла немного позже, когда разработчики установили, что образ космического пехотинца слишком обычный. Со временем они стали "техрыцарями". Это название застряло на долгое время и по сей день используется среди разработчиков.
Эскиз, призванный показать, как будет выглядеть игровой процесс в Spiral Knights, был сделан до того, как разработчики определились с образом мира и решили оставить парящие острова.
Gremlins не всегда были монстрами, с которыми можно было сражаться, а (отчасти) скорее средством объяснения существования Clockworks. Разработчики единогласно решили, что сделать их главными персонажами было бы отличной идеей. Дизайн, который придумал им Nick, изображал их с лицами в виде инструментов: гаечных ключей, отвёрток и т. д. (разумные инструменты). Позже Ian уведёт их в другую сторону, сделав монстрами-вредителями, снующими по механизмам со своими инструментами, тем самым завершив поиски.
За визуальную составляющую игры отвечал Ian McConville (хороший друг Nick). Ещё на ранних этапах ими было установлено, что облик Spiral Knights должен воплощать игру 16-битной эры в 3D. Однако в целях сохранения таких ощущений и образа разработчики создали ряд правил для персонажей и окружения (даже если окружение выполнено в 3D, его образуют тайлы, как и в 16-битных играх).
Ian рисовал серии небольших эскизов, чтобы определиться с видом Spiral Knights. Чтобы не перестараться и сконцентрироваться на ключевых элементах, каждый такой эскиз рисовался за 5 минут.

### После релиза

#### Загружаемый контент

##### Operation Crimson Hammer
Дополнение вышло 29 февраля 2012 года (1 марта 2012 года в Steam) и распространяется через Steam (по цене $5.99) или за внутриигровую валюту по цене 3,200 Energy (через соответствующую вкладку в интерфейсе выбора миссии). Приобретённое DLC даст доступ к особой престижной миссии Operation Crimson Hammer, в ходе которой игрок сможет получить продолжение сюжетной линии игры и схватку с новым боссом Warmaster Seerus, знакомство с новыми типами семейства gremlins в коридорах Великого Арсенала, оружие ближнего боя Warmaster Rocket Hammer и бомбу Dark Retribution, возможность скрафтить шлем "Perfect Mask of Seerus". При покупке доступ к миссии получает не конкретный персонаж, а весь аккаунт. Миссия перепроходима, но награда в конце уровня предоставляется один раз каждому персонажу на аккаунте. Качество предмета, полученного в награду, зависит от выбранной глубины. Приобретённое через игру DLC покупать в Steam не требуется.

##### Guardians Armor Pack
Набор предметов вышел 12 июля 2012 года и распространяется только через Steam (по цене $39.99). Набор включает в себя следующие внутриигровые предметы: Heavenly Guardian Armor и Heavenly Guardian Helm, Infernal Guardian Armor и Infernal Guardian Helm, 6750 Energy, 4 Silver Keys, 25 Sparks of Life, 30 day Heat Amplifier. Все предметы будут получены через внутриигровую почту. Получить все вещи может только один персонаж на аккаунте. Костюмы и Sparks of Life прикрепляются к учётной записи.

#### Музыка
Музыка к игре, как и прочие звуковые эффекты для неё, были написаны Harry Mack. Официальный саундтрек состоит из двух дисков. Треки в игре отличаются от альбомных тем, что подогнаны под цикличность, чтобы незаметно для слушателя уходить в повтор одной и той же композиции. Поэтому многие композиции не имеют концовки и, соответственно, звучат короче оригинала. Некоторые треки оригинального диска были поделены на две части (как, например, "Point of Contention" был поделён в игре на "lockdown" и "lockdown_sd"), иные могут просто повторяться дважды (и иметь, соответственно, вдвое большую длительность).

## Отзывы и награды
- В 2011 году игра стала финалистом Game Developers Choice Online Awards[13] в номинациях «Лучший визуальный ряд», «Лучший дизайн» (в которой победила), «Лучший звук» и «Лучшая новинка» среди онлайн-игр.
- Spiral Knights попала в число первых бесплатных игр, анонсированных[14] в Steam, и стала[15] первой сторонней от Valve игрой, поддерживающей Steam Trading.

Летом 2018 года, благодаря уязвимости в защите Steam Web API, стало известно, что точное количество пользователей сервиса Steam, которые играли в игру хотя бы один раз, составляет 5 226 655 человек.